# Рибак Михайло Лейбович
Михайло Лейбович Рибак (нар. 25 квітня 1936) — радянський футболіст, що грав на позиції півзахисника. Після завершення ігрової кар'єри — радянський, пізніше американський футбольний тренер.

## Клубна кар'єра
Михайло Рибак розпочав виступи на футбольних полях у складі команди «Спартак» з Вільнюса в 1957 році в радянському класі «Б». У 1958 році він став гравцем львівського клубу СКВО, перейменованого пізніше на СКА, у складі якого був переможцем зонального турніру класу «Б». Михайло Рибак виступав у складі львівських армійців до 1962 року. Завершив виступи на футбольних полях гравець після сезону 1963 року, в якому він грав у команді класу «Б» «Авангард» з Тернополя.

## Кар'єра тренера
Майже відразу після завершення виступів на футбольних полях Михайло Рибак розпочав тренерську кар'єру. У 60-х роках ХХ століття він був тренером своєї колишньої команди — львівського СКА, на цій посаді він пропрацював до 1970 року. У 1971 році він став головним тренером львівських армійців. У 1972 році львівську армійську команду вирішено було зробити аматорською командою (за термінологією тих часів «клубом колективу фізкультури»), проте саме у той час спортивне керівництво Української РСР вирішило розформувати команду майстрів у Луцьку в зв'язку із низькими спортивними показниками, і єдиним варіантом збереження команди майстрів у обласному центрі була зміна спортивного підпорядкування клубу. Єдиним підходящим варіантом для цього був армійський, і до Луцька вирішено було перебазувати львівську армійську команду, яка стала виступати в другій лізі під назвою СК «Луцьк». Михайло Рибак став головним тренером вже луцької армійської команди, і його тренерський штаб також перебазувався разом із ним до Луцька. Проте нашвидкоруч зібрана команда в сезоні 1972 року виступила невдало. Наступний сезон вже при кращій комплектації команди луцькі армійці розпочали краще, але після серії вкрай невдалих матчів Михайла Рибака в середині сезону звільнили з посади старшого тренера команди, замінивши на Ернеста Кеслера. Пізніше Михайло Рибак виїхав до США, де працював недалеко від Нью-Йорка в спортивній школі, не пориваючи зв'язків із емігрантами з України.